# Bračne vode
Bračne vode (eng. Married… with Children) je američki sitcom, serija koja se je emitirala desetak godina, 11 sezona, a govori o disfunkcionalnoj obitelji koja se nalazi u predgrađu Chicaga.

## Likovi
U središtu radnje je obitelj Bundy, sa svojih 5 članova: otac, majka, dvoje djece i pas. Susjeda Marcy koja svoje muževe tretira kao vlasništvo služi kao kontrast pomaknuto patrijarhalnoj obitelji Bundy.

### Al Bundy
Glava obitelji je Al Bundy (Ed O'Neill), nekadašnja zvijezda srednjoškolske ragbi momčadi (postigao je četiri polaganja u jednoj utakmici), koja sada provodi svoje dane žaleći za svojom prošlosti, dok radi u trgovini cipelama, a u slobodno vrijeme se izležava na kauču, s jednom rukom u hlačama. Za neuspjeh u svome životu Al krivi svoju ženu Peggy Bundy (Katey Sagal), te je toliko zamrzio cijeli svoj život da ne želi spavati sa svojom ženom, a jedino o čemu stalno priča jest o svojoj slavnoj prošlosti (ako ne gleda porno kanal na TV-u).

### Peggy Bundy
Peggy Bundy Wanker, njegova žena, je prepoznatljiva po svojoj bujnoj crvenoj kosi i neukusnom odijevanju, a njezine osobine nisu baš neke - lijena je majka, ništa ne radi u svome životu osim što neprestano smeta Alu, te najčešće ignorira potrebe njezine obitelji. Ali zato uvijek misli na sebe, pa zato najčešće potroši sav Alov novac (a toga je malo) na svoje potrebe. Ona je opsjednuta televizijom, te je neobrazovana, što je najveći razlog zašto mrzi posao, a najviše voli zbijati šale na Alov račun, najčešće na njihov seks.

### Kelly i Bud Bundy
Kćer Kelly (Christina Applegate) (bundevica - pumpkin kako ju otac zove) je starije dijete Ala i Peggy. Zgodna, privlačna, ali i promiskuitetna plavuša, kojoj obrazovanje ne znači ništa. Nekada davno je bila pametna, no otkako je udarila glavom, više nikada nije bila normalna, te je zato sada baš pravi tip smotane plavuše. Njezine izjave izazivaju smijeh, a ona ne propušta priliku da spusti svom bratu Budu (David Faustino), koji je vrlo pametan, ali nepopularan i uvijek napaljen. Bud vjeruje da je seksi, no tijekom serije on je sve samo ne seksi. Žene ga odbijaju, no on ne odustaje. On također zbija šale na račun svoje sestre. Jedini je član obitelji koji je završio srednju školu i pohađao fakultet.

### Buck
Sljedeći član obitelji Bundy je Buck (glas Cheecha Marina & Kevina Currana), njihov nezadovoljni pas, koji je razočaran nad obitelji koja ga hrani (manje-više). Tijekom trajanja serije, Buck je umro, kako bi pas koji ga je glumio, Briard mogao otiću u mirovinu. Umjesto Bucka, u obitelj je došla Lucky (glas Kim Weiskopf), koker španijel, koja je zapravo reinkarnacija Bucka, no obitelj to nikada nije saznala.

### Marcy i njeni muževi
Nadalje, tu su Bundyjevi susjedi, Marcy (Amanda Bearse) & Steve Rhoades (David Garrison), koje Bundyjevi najčešće dovode do ludila. Marcy smatra da je ona sama pametnija od svih Bundyjevih zajedno, no često, kad je izlude, ona pada na njihovu razinu. Ona strašno mrzi Ala, baš kao i on nju, te se najčešće svađa s njim. Al ne propušta priliku da se našali na njezin račun, najviše zbog njenih malih grudi, te ju najčešće zove dječakom. Steve je Marcin prvi suprug, bankar, koji se je družio s Alom, iako ga je Marcy pokušavala odgovoriti od toga. Tijekom 4. sezone, David Garrison je odlučio napustiti seriju, jer nije htio da ga drugi poistovjećuju s njegovim likom, te je njegov lik otišao iz Marcyinog života pri kraju 4. sezone. Kasnije, Garrison se je vratio u gostujućoj ulozi u 4 nastavka, u različitim sezonama. Marcyin drugi suprug je Jefferson D'Arcy (Ted McGinley), umišljen, usredotočen na sebe, i lijen, kao muška inačica Peggy. Jefferson je zapravo smotan baš kao i Kelly, a iako ga Marcy pokušava kontrolirati, Jefferson je Alov prijatelj.

### Sedam
Tijekom 7. sezone, predstavljen je i Sedam (Shane Sweet), dijete koje su posvojili Bundyjevi, no on je ubrzo postao najnepopularniji član obitelji, zbog kog je padala gledanost serije, pa je on ubrzo izbačen iz serije.

## Emitiranje
Serija je započela s emitiranjem 1987., te je bila popračena negativnim mišljenjima novinara, koji su okarakterizirali seriju kao nisku komediju koja se je bazirala na WC-humoru i seksualnim opaskama. Kritičari su najviše isticali činjenicu da su svi likovi jedno-dimenzionalne parodije popularnih ljudi. Bilo kako bilo, gledatelji su zavoljeli seriju, iako su već na početku epizode znali kako će završiti. A serija je pridobila gledanost najviše zato što je bila totalno netipična američka humoristična serija, koja nije govorila o sretnoj obitelji, s djecom, i svakodnevnim događajima, već o mizernom životu obitelji koja se stalno svađa i koja je stalno nesretna.
Još jedna važna činjenica, koja je puno pomogla dugom trajanju serije, jest činjenica da su članovi obitelji, iako se jako mrze, kad je zagustilo, uvijek bili spremni pomoći jedni drugima. S vremenom, humor serije je postao mnogo bolji, najviše zato što je ona počela govoriti o stvarnim problemima, kao npr. o rasizmu, pravima žena i seksualnom promiskuitetu. Serija je također poznata po tome da je bila prva serija televizijske kuće FOX koja je postala popularna, te koja je proživila prokletstvo ukidanja u 1. sezoni emitiranja (a druga bi bila serija Simpsoni, koja je s vremenom prerasla gledanost i broj epizoda ove serije).
Serija je postala toliko popularna da su u mnogim državama snimane serije, re-make, tj. adaptacije ove serije, no nijedne nije bila ni približno uspješna kao original. Kontroverzna serija je čak imala nekoliko epizoda koje nikada nisu prikazane na televiziji, najviše zato što su poznati ljudi odlazili na sud i zatražili da se epizoda, zbog vrijeđanja ne prikaže.
Evo i još nekih zanimljivosti iz serije: Kreatori serije su obitelji dali prezime Bundy po boksaču King Kongu Bundyju; ulogu Ala je najprije trebao glumiti komičar Sam Kinison (koji se pojavio u jednoj epizodi kao gost. Glumio je Alovog anđela čuvara); producenti serije su željeli da ulogu Peggy Bundy glumi Roseanne Barr, no ona je odbila ponudu, jer je željela svoju seriju, te je tako godinu dana kasnije dobila svoju seriju, "Roseanne", također jako poznatu i kod nas.